# Rudolf Klaban
Rudolf Klaban (ur. 5 kwietnia 1938 w Wiedniu) – austriacki lekkoatleta, średniodystansowiec, trzykrotny olimpijczyk.

## Życiorys
Odpadł w eliminacjach biegu na 800 metrów i biegu na 1500 metrów na mistrzostwach Europy w 1958 w Sztokholmie oraz w ćwierćfinale biegu na 800 metrów i eliminacjach biegu na 1500 metrów na igrzyskach olimpijskich w 1960 w Rzymie.
Zdobył srebrny medal w biegu na 800 metrów i brązowy medal w biegu na 1500 metrów na uniwersjadzie w 1961 w Sofii. Odpadł w eliminacjach biegu na 1500 metrów na mistrzostwach Europy w 1962 w Belgradzie i w półfinale biegu na 800 metrów na igrzyskach olimpijskich w 1964 w Tokio.
Zdobył brązowy medal w biegu na 800 metrów na uniwersjadzie w 1965 w Budapeszcie. Odpadł w eliminacjach tej konkurencji na  mistrzostwach Europy w 1966 w Budapeszcie i eliminacjach biegu na 1500 metrów na igrzyskach olimpijskich w 1968 w Meksyku.
Był mistrzem Austrii w biegu na 800 metrów w latach 1959–1964 i 1966, w biegu na 1500 metrów w latach 1957 i 1960–1968, w biegu na 5000 metrów w latach 1966–1968, w sztafecie 4 × 400 metrów w 1961 i 1962 oraz w biegu przełajowym w 1967.
Pięciokrotnie poprawiał rekord Austrii w biegu na 800 metrów do czasu 1:47,4 uzyskanego 15 października 1964 w Tokio, trzykrotnie w biegu na 1500 metrów do wyniku 3:41,1 (10 lipca 1968 w Kolonii) i raz w sztafecie 4 × 400 metrów z rezultatem 3:15,0 (24 lipca 1960 w Zurychu).

## Rekordy życiowe
Rekordy życiowe Klabana:
- bieg na 800 metrów – 1:47,4 (15 października 1964, Tokio)
- bieg na 1000 metrów – 2:20,7 (5 września 1964, Wiedeń)
- bieg na 1500 metrów – 3:41,4 (10 lipca 1968, Kolonia)
- bieg na milę – 4:05,8 (12 sierpnia 1961, Wiedeń)
- bieg na 2000 metrów – 5:14,6 (1 września 1968, Tulln an der Donau)
- bieg na 3000 metrów – 8:09,2 (17 sierpnia 1965, Wiedeń)
- bieg na 5000 metrów – 14:39,0 (5 sierpnia 1966, Wiedeń)